# 1367

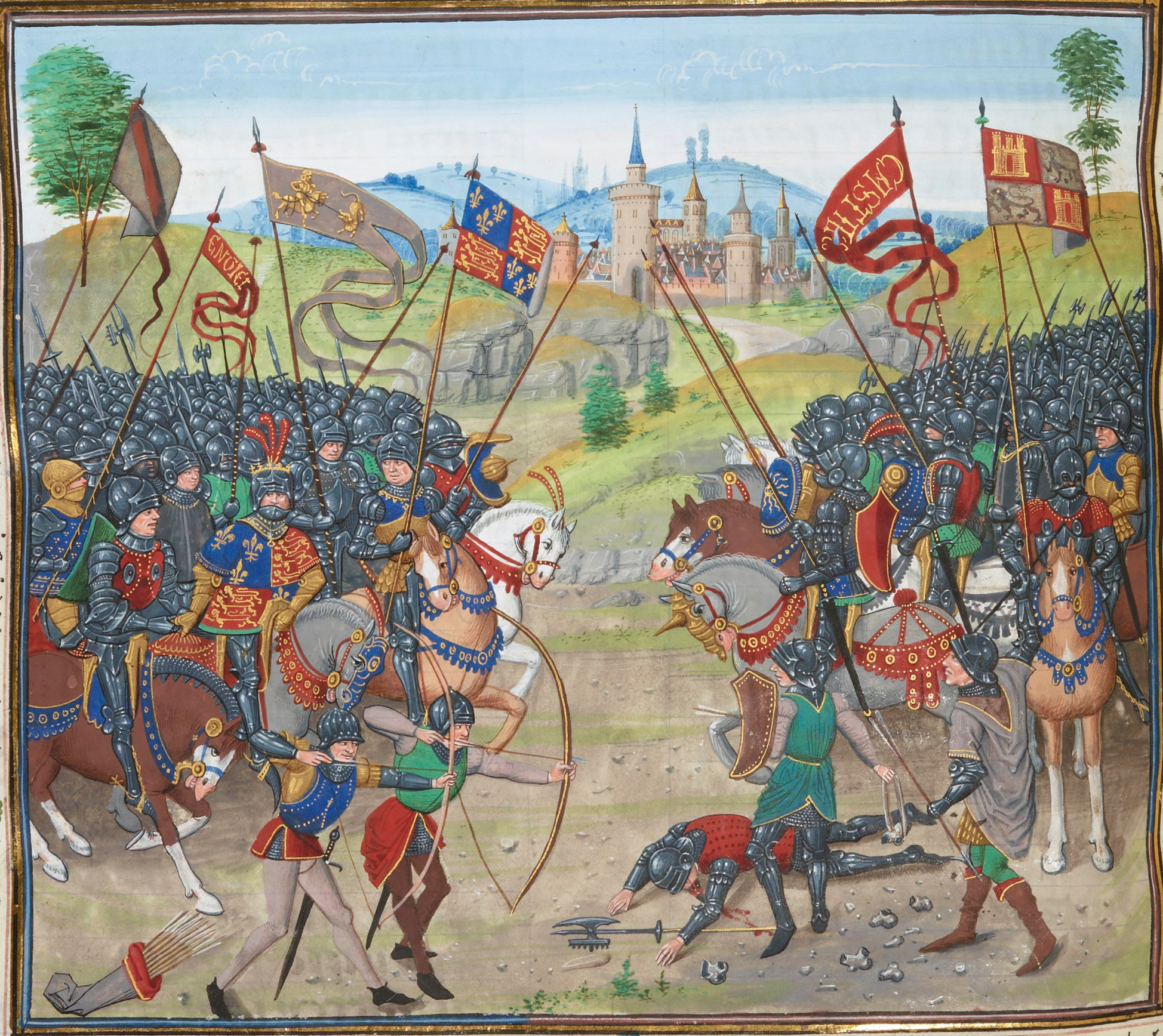
Slag bij Nájera

Het jaar 1367 is het 67e jaar in de 14e eeuw volgens de christelijke jaartelling.

## Gebeurtenissen
januari
- 18 - Peter I van Portugal overlijdt en wordt opgevolgd door zijn zoon Ferdinand I

april
- 3 - Slag bij Nájera. Slag bij Nájera: Peter I van Castilië, gesteund door Engelse troepen onder Eduard de Zwarte Prins, verslaat zijn opstandige halfbroer Hendrik van Trastamara, gesteund door Franse troepen onder Bertrand du Guesclin.

oktober
- 16 - Paus Urbanus V keert terug vanuit Avignon in Rome.

december
- 20 - Altena krijgt stadsrechten van graaf Engelbert III van der Mark.

zonder datum
- De Universiteit van Pécs wordt gesticht.
- De stad Chur en omliggende gebieden verenigen zich in de Gotteshausbund.
- Het leenheerschap over de heerlijkheid Boxmeer gaat over van Gelre naar Brabant.
- Het Bartholomeïgasthuis in Utrecht wordt gesticht.
- oudst bekende vermelding: Kasteren

## Opvolging
- Brunswijk-Göttingen - Ernst opgevolgd door zijn zoon Otto I
- Maronitisch patriarch - Gabriël I van Hjoula opgevolgd door Johannes VI
- Soissons - Gwijde II van Blois opgevolgd door Engelram VII van Coucy
- Tecklenburg - Nicolaas I opgevolgd door zijn zoon Otto VI

## Afbeeldingen

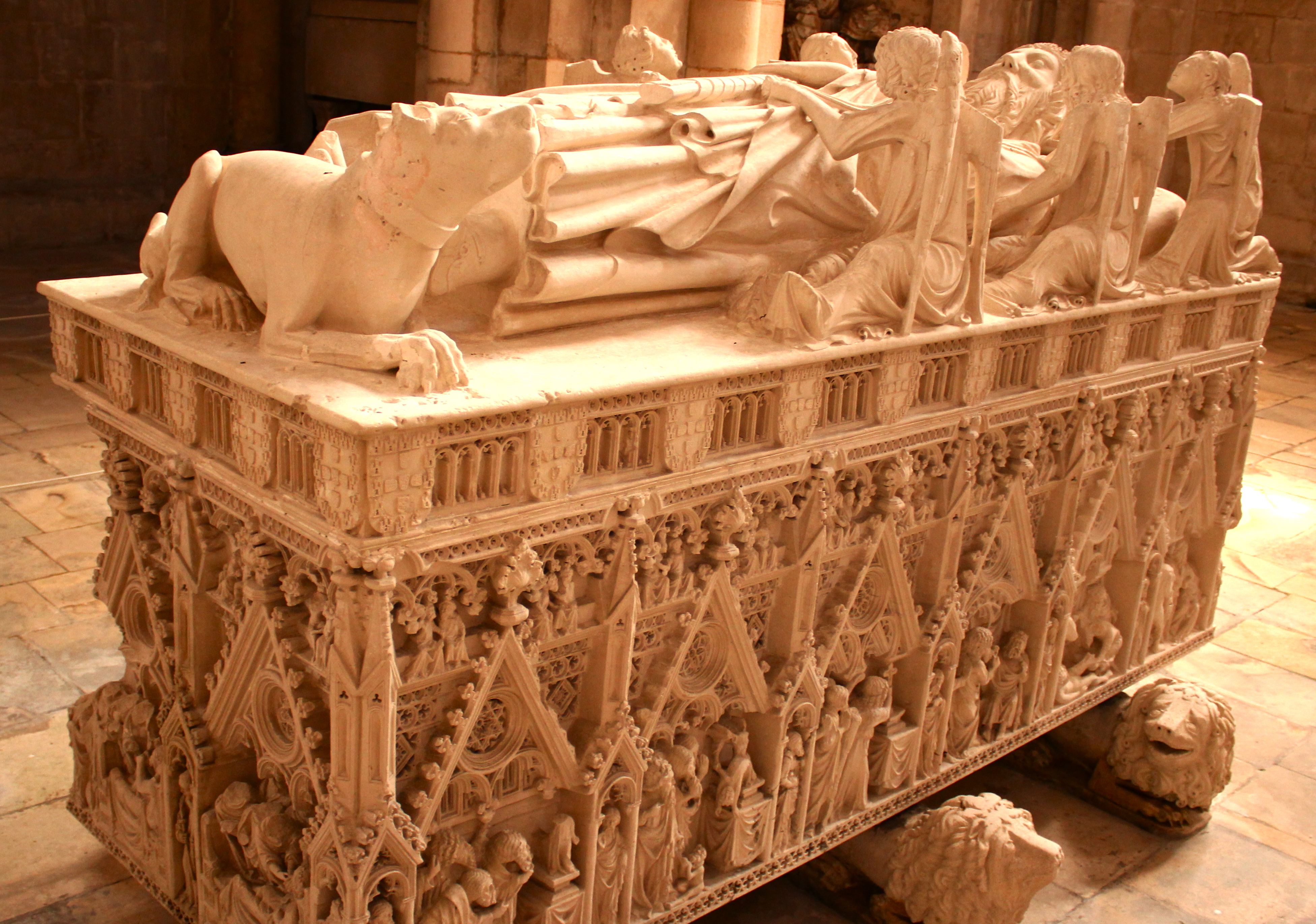
graftombe van Peter I van Portugal

## Geboren
- 6 januari - Richard II, koning van Engeland (1377-1399)
- 15 april - Hendrik IV, koning van Engeland (1399-1413)
- Gerard Zerbolt van Zutphen, Nederlands mysticus
- Gerard VI van Holstein, Duits edelman (jaartal bij benadering)

## Overleden
- 18 januari - Peter I (46), koning van Portugal (1357-1367)
- 20 april - Gerhard Chorus (~81), burgemeester van Aken
- 23 augustus - Gil Álvarez Carrillo de Albornoz (~57), Spaans kardinaal
- Ernst van Brunswijk-Göttingen, Duits edelman
- Hendrik van Mömpelgard, Frans edelman
- Herpert van Foreest, Hollands staatsman
- Nicolaas I van Tecklenburg, Duits edelman